# Nelson Solórzano
Pour les articles homonymes, voir Solórzano (homonymie).
Nelson Solórzano, né le 30 mai 1959, à Caracas, au Venezuela, est un joueur et entraîneur vénézuélien de basket-ball. Il évolue durant sa carrière au poste de meneur.

## Palmarès
- Finaliste du championnat des Amériques 1992